# 안창완
안창완(安昌完, 1961년 12월 5일 ~ )는 전 KBO 리그 롯데 자이언츠의 선수인데 본인(안창완)의 모교인 건국대는 과거 투수확보에 전력을 경주했으나 믿었던 김시진을 한양대에 빼앗긴 데다 최동원을 넘보다가  역시 거절당하기도 했다.

## 경력
1984년 1차 6순위로 롯데 자이언츠에 지명되어 입단하여 첫해 3승 3패 방어율 1.67을 기록하였고 1984년 한국시리즈 2차전에 선발등판하였으며 고등학교 시절에는 1년 선배 양상문의 그늘에 가려 이렇다할 활약을 보이지 못했다가 양상문 졸업 뒤 3학년이 된 1979년 청룡기 우수투수상 화랑대기 최우수선수상을 수상할 정도로 뛰어난 실력을 자랑했지만 직구 구속이 그리 빠르지 않았던 탓인지 프로에서는 1989년 2선발승을 기록했을 뿐 이렇다할 활약을 보이지 못했다.

## 출신학교
- 대연초등학교
- 초량중학교
- 부산고등학교
- 건국대학교